# Мале (місто)
Ма́ле (мальд. މާލެ, Маа-лай, букв. Великий дім) — столиця, найбільше місто та назва однойменного острова у Мальдівській Республіці. Населення Мале у 2006 році становило 104 403 особи, а 2014 році вже 153 379 осіб. Дані на 2024 рік свідчать, що в столиці проживає 229 547 осіб. Входить до числа найбільш густонаселених міст світу.
Мале розташоване на південному краю атола Північне Мале (Атол Каафу). Це також одна з адміністративних одиниць Мальдівів. Традиційно, Мале було островом звідки правили древні мальдівські королівські династії і де був також розташований їх палац. Місто теж звалося Магал. Колись воно було укріплене і оточене мурами та брамою (дороші). Королівський палац — Ґан'дувару був знищений разом з мальовничими укріпленнями (котте) та бастіонами (бурузу) під час перемоделювання міста за правління президента Ібрагіма Насіра, відразу ж після скасування монархії на Мальдівах.

## Клімат
Місто знаходиться у зоні тропічних мусонів. Найтепліший місяць — березень з середньою температурою 28.3 °C (83 °F). Найхолодніший місяць — грудень, з середньою температурою 27.2 °С (81 °F).
| Клімат Мале             | Клімат Мале | Клімат Мале | Клімат Мале | Клімат Мале | Клімат Мале | Клімат Мале | Клімат Мале | Клімат Мале | Клімат Мале | Клімат Мале | Клімат Мале | Клімат Мале | Клімат Мале |
| Показник                | Січ.        | Лют.        | Бер.        | Квіт.       | Трав.       | Черв.       | Лип.        | Серп.       | Вер.        | Жовт.       | Лист.       | Груд.       | Рік         |
| Середній максимум, °C   | 30          | 30          | 31          | 31          | 31          | 30          | 30          | 30          | 30          | 30          | 30          | 29          | 30          |
| Середня температура, °C | 28          | 28          | 28          | 28          | 28          | 28          | 28          | 28          | 28          | 28          | 28          | 27          | 28          |
| Середній мінімум, °C    | 25          | 26          | 26          | 26          | 26          | 26          | 26          | 25          | 25          | 25          | 25          | 25          | 25          |
| Норма опадів, мм        | 76          | 51          | 74          | 132         | 216         | 173         | 147         | 188         | 244         | 221         | 201         | 231         | 1953        |
| Днів з опадами          | 8           | 4           | 5           | 11          | 17          | 15          | 15          | 15          | 16          | 17          | 16          | 14          | 153         |
| Вологість повітря, %    | 80          | 80          | 80          | 80          | 85          | 85          | 85          | 85          | 85          | 85          | 85          | 85          | 83.3        |
| ----------------------- | ----------- | ----------- | ----------- | ----------- | ----------- | ----------- | ----------- | ----------- | ----------- | ----------- | ----------- | ----------- | ----------- |
| Джерело: Weatherbase    |             |             |             |             |             |             |             |             |             |             |             |             |             |

## Адміністративно-територіальний поділ

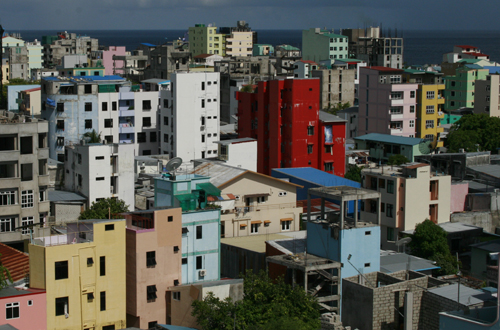
Житлові комплекси в Мале розташовані дуже близько один від одного

До складу Мале входить 6 кварталів, 4 з котрих розташовані на атолі Північний Мале: Мафанну (в північно-західній його частині), Хенвеїру (в північно-східній), Галолу (в південній) і Мачанголі; п'ятий — Вілімале — на найближчому атолі Віллінгілі, що був свого часу в'язницею, потім — курортом; шостий — Хулумале — на однойменому штучному острові, заселеному в 2004 році.
На території кварталу Хулуле знаходиться Міжнародний аеропорт імені Ібрагіма Насіра. У 2008 році розпочалася реалізація меліорація рифу Гулі Фалу.
|   | Квартал   | Площа (га) | Густина  | Прим.                                      |
| - | --------- | ---------- | -------- | ------------------------------------------ |
| 1 | Мафанну   | 59.1       | 39,927.2 | Атол Північний Мале                        |
| 2 | Хенвеїру  | 27.6       | 70,340.6 | Атол Північний Мале                        |
| 3 | Галолу    | 32.6       | 60,061.3 | Атол Північний Мале                        |
| 4 | Мачанголі | 75.9       | 39,478.3 | Атол Північний Мале                        |
| 5 | Вілімале  | 31.8       | 21,874.2 | Острів Віллінгілі                          |
| 6 | Хулумале  | 200.9      | 1,426.6  | Штучний острів                             |
| - | Хулуле    | 151.9      | 866.4    | Міжнародний аеропорт імені Ібрагіма Насіра |
| - | Гулі Фалу | -          | -        | Будується порт                             |
|   | Всього    | 579.8      | 103,693  |                                            |